# Heemraadlaan (stacja metra)
Heemraadlaan – stacja metra w Rotterdamie, położona na linii C (czerwonej) i D (błękitnej). Została otwarta 25 kwietnia 1985. Stacja znajduje się w Spijkenisse.